# Mi cariñito
Mi cariñito es una canción mexicana ranchera, obra de los compositores mexicanos Manuel Esperón y Pedro de Urdimalas. La primera interpretación que popularizó el tema, fue la versión grabada por Pedro Infante en 1947.

## Letra y versiones
La letra canta en primera persona la celebración de un cariño puro y sincero que trae dicha y contento: 

¡Ay que dichoso soy! 
 cuando la escucho hablar 
 con cuanto amor le doy, este cantar 
 ¡Ay que dichoso soy! 
 con ella soy feliz 
¡Viva su vida! ¡Mi cariñito! que tengo aquí 

La Sociedad de Autores y Compositores de México, registra 125 interpretaciones, entre ellas se pueden mencionar las de Pedro Infante, la de Chelo, la de Gerardo Reyes, Paquita la del Barrio, Pedro Fernández y Vicente Fernández.

## Motivos culturales
Esta canción fue interpretada en la película Vuelven los García, del director Ismael Rodríguez, donde el personaje “Luis Antonio García” (Pedro Infante), se la canta a su abuela “Luisa García viuda de García” (Sara García), como un homenaje al cariño que le profesa.